# Paint Tool SAI
SAI або Easy Paint Tool SAI (ペ イ ン ト ツ ー ル ル SAI) — легкий растровий графічний редактор та програмне забезпечення для малювання для Microsoft Windows, розроблене та опубліковане Systemax Software.

## Історія розробки
Розробка SAI розпочалася 2 серпня 2004 року Коджі Комацу, програмістом і президентом SYSTEMAX Software Development . Альфа-версія була випущена 13 жовтня 2006 р. Програмне забезпечення перейшло на стадію бета-розробки 21 грудня 2007 р. Офіційний реліз (1.0.0) програми відбувся 25 лютого 2008 року, а попередній перегляд оновлення був опублікований незабаром після цього. Він був доступний в Microsoft Windows з 98 по 10.
На цей час графічний редактор офіційно доступний японською мовою та має англійську версію. Також існує декілька любительських перекладів від користувачів, зокрема українською та російською. Офіційна версія англійською з'явилася 31 березня 2008 року, з цієї дати також приймалися платежі через PayPal, крім платіжних систем BitCash та TelecomCredit, які були доступні японським користувачам.

## Можливості
SAI — це легка програма для малювання. Інтерфейс користувача дозволяє одночасно відкривати кілька документів. Малюнок полотна можна як масштабувати, так і обертати за допомогою повзунків на навігаторі або гарячих клавіш, налаштованих на клавіатурі. . На панелі інструментів у верхній частині екрана також є кнопка для дзеркального відображення креслення без віддзеркалення фактичного креслення. Також можна відкрити кілька вікон перегляду для одного документа. Надається загальнодоступна панель (яку можна використовувати як панель змішування кольорів), яка зберігається між сесіями. Кольори можна зберігати на панелі зразків.
В програмі реалізовані різні інструменти для растрового малювання, такі як кисть, акварель, ручка та маркер, які можна легко налаштувати та зберігати в слотах в інтерфейсі користувача програми. Існує також набір інструментів для векторної графіки, призначених для малювання. Вони, як і растрові інструменти, можуть бути налаштовані на чутливість до тиску. Існує функція переміщення ручки та згладжування тиску, яку можна налаштувати вручну. Також варто зазначити, що програма повністю підтримується графічним планшетом.
Інструменти виділення включають простий квадратний вибір, ласо та чарівну паличку, які можна налаштувати для згладжування. Існує також інструмент для вибору пензля, який можна налаштувати, як пензель для малювання.
SAI постачається з повним набором інструментів трансформації, які можуть працювати над виділеннями, включаючи переміщення, зміну розміру, обертання та вільне (перспективне) перетворення. Будь-яку серію перетворень можна налаштувати, а потім застосувати відразу до певного виділення, мінімізуючи пом'якшення зображення.
Роботу можна виконувати на різних шарах, які легко згрупувати. Ці шари можна замаскувати, відсікаючи їх до нижнього. Це дозволяє додавати затінення та виділення до областей. Також шари надають змогу використовувати попередні нариси, що пізніше не будуть відображатися на готовому малюнку.
Деякі загальні функції, що існують у подібному програмному забезпеченні, такі як текстові шари, градієнти та інструменти фігури, тут не реалізовані, оскільки SAI зосереджується на графіці та малюванні, тоді як остаточна композиція часто робиться за допомогою іншого додатка. SAI відображає білий колір і прозорість однаково, що може спричинити значні відмінності у відображенні під час експорту до іншої програми, наприклад, Adobe Photoshop. Функція друку також відсутня, але документи можна експортувати у широкий спектр популярних форматів, таких як .psd, .bmp або .jpg, на додаток до власного файлу .sai. Оскільки програма не фокусується на редагуванні зображень, доступні лише налаштування Яскравість / Контраст та Тон / Насиченість. Користувачі можуть використовувати іншу програму для більш складного редагування, але коли зображення відкриється в SAI, його властивості можуть змінитися.

## Налаштування
Користувач може отримати доступ до різних налаштувань та функцій або редагувати їх або за допомогою вбудованого діалогового вікна Параметри, або використовуючи наданий файл misc.ini у папці інсталяції, що дозволяє додаткові опції та налаштування. Наявні налаштування пензля можна редагувати, і користувач має можливість додати власні, розмістивши файли растрових зображень у папці «elemap». Нові попередні налаштування полотна, а також власні текстури пензля можуть бути додані користувачем у вигляді растрових зображень у градаціях сірого.

## Формати файлів, які підтримуються
- .psd (стандартний тип файлів для Adobe Photoshop)
- .sai (власний тип файлів)
- .jpg
- .bmp
- .png
- .tga